# Emmanuel Dupaty
Pour les articles homonymes, voir Dupaty.
Emmanuel Dupaty (né Emmanuel Félicité Louis Charles Dupaty à Blanquefort le 30 juillet 1775 et mort à Paris le 29 juillet 1851) est un auteur dramatique, goguettier et chansonnier français, également officier de marine, journaliste et administrateur de la Bibliothèque de l'Arsenal.

## Biographie
Emmanuel Dupaty est le deuxième fils du magistrat bordelais Jean-Baptiste Mercier Dupaty et de Marie Louise Adélaïde Fréteau. Il est le frère du sculpteur Charles Dupaty.
Il se rend très jeune à Paris. Appelé en 1792, il entre dans la marine. Le 1er juin 1794, il se trouve à bord de l'un des navires chargés d'escorter un convoi de vaisseaux transportant du blé en provenance des États-Unis. Attaquée par une escadre britannique au large de Brest, la flotte française est mise hors de combat. Rescapé, Dupaty est envoyé en mission dans le sud-ouest en tant qu’ingénieur-hydrographe. De retour à Paris en 1797, il quitte la marine pour se consacrer au théâtre.
« Alors parurent, presque sans intervalle, ces pièces gracieuses à demi écrites, à demi chantées, qui ont égayé le moment le plus sévère et peut-être le plus grand de notre histoire. » Certaines de ces pièces, qu'Alfred de Musset qualifie de « compositions faciles », sont écrites en collaboration avec d'auteurs, parmi lesquels Jean-Nicolas Bouilly, Jean-Baptiste Mardelle, Noël Aubin, Pierre-Yves Barré et François-Georges Desfontaines. L'une d'elles, L'Antichambre ou les Valets maîtres, plus tard renommée Picaros et Diego ou la Folle Soirée, est interdite par la police en 1802. Dupaty se voit conduit à Brest et menacé de déportation, mais Napoléon le rappelle à Paris.
Il participe à la défense de Paris en 1814. Il est représenté sur le tableau Horace Vernet, La Barrière de Clichy. Défense de Paris, le 30 mars 1814 aux côtés d'autres défenseurs de Paris des cercles bonapartistes. 
Il se remet alors à écrire pour le théâtre et compose des chansons pour la Société du Caveau. À la Restauration, il écrit dans plusieurs petits journaux qui combattent la réaction royaliste et fait paraître en 1819 un poème satirique, Les Délateurs, inspiré par les troubles qui éclatent après l'assassinat du maréchal Brune.
Il est élu membre de l'Académie française en 1836, contre Victor Hugo auquel il adresse ces vers :
Avant vous je monte à l'autel,
Mon âge seul peut y prétendre,
Déjà vous êtes immortel
Et vous avez le temps d'attendre.
Il devient en 1842 administrateur de la Bibliothèque de l'Arsenal. Sa mort survient alors qu'il travaille sur un long poème dramatique, Isabelle de Palestine, qui ne fut jamais publié.
Il meurt le 29 juillet 1851 à Paris et est inhumé au cimetière du Père-Lachaise (27e division).
Le nom d'Emmanuel Dupaty figure page 125 du Dictionnaires des girouettes publié en 1815.

## Œuvres
Théâtre
- Figaro, directeur des marionnettes, comédie en 1 acte et en prose, mêlée de vaudevilles et d'ariettes, Paris, théâtre du Palais-Royal, 31 décembre 1784
- Arlequin journaliste, comédie en 1 acte, en prose, mêlée de vaudevilles, Paris, théâtre du Vaudeville, 22 frimaire an VI (1797). Texte en ligne :
- L'Opéra-comique, opéra-comique en 1 acte, en prose et ariettes, Paris, Opéra-comique, 21 messidor an VI (1797)
- Les Français à Cythère, comédie en 1 acte, en prose, mêlée de vaudevilles, Paris, Vaudeville, 17 mars 1798
- Le Chapitre second, comédie en un acte, Paris, Opéra-Comique, 29 prairial an 7 (1798)
- Le Déménagement du salon, ou le Portrait de Gilles, comédie-parade en 1 acte et en vaudevilles, Paris, théâtre du Vaudeville, 25 vendémiaire an VII
- Arlequin tout seul, comédie-monologue en prose et vaudevilles, Paris, théâtre du Vaudeville, 14 frimaire an VII (1798)
- Le Buste de Préville, impromptu en 1 acte et en prose, Paris, théâtre de la République, 25 nivôse an VIII (1799)
- La Girouette de Saint-Cloud, impromptu en 1 acte, en prose, mêlé de vaudevilles, Paris, théâtre du Vaudeville, 23 brumaire an VIII (1799)
- D'auberge en auberge, ou les Préventions, comédie en 3 actes, Paris, Opéra-Comique, 26 avril 1800
- Sophie, ou la Malade qui se porte bien, comédie en 3 actes, mêlée de vaudevilles, Paris, théâtre du Vaudeville, 8 février 1802
- L'Antichambre ou les Valets maîtres, opéra-comique en un acte et en prose, musique de Nicolas Dalayrac, créé le 27 février 1802 (8 ventôse an X) à l'Opéra-Comique (théâtre Feydeau)
- Picaros et Diego ou la Folle Soirée, opéra-comique en un acte et en prose, musique de Nicolas Dalayrac, [il s'agit en fait de la reprise de L'Antichambre], créé le 03 mai 1803 (13 floréal an XI) à l'Opéra-Comique (théâtre Feydeau)
- La Prison militaire, ou les Trois prisonniers, comédie en 5 actes et en prose, Paris, théâtre Louvois, 18 juillet 1803
- La Jeune Prude ou les Femmes entre elles, comédie en un acte et en prose mêlée d’ariettes, musique de Nicolas Dalayrac, créée à l'Opéra-Comique (théâtre Feydeau), le  14 janvier 1804 (3 nivôse an XI)
- Les Deux Pères ou la leçon de botanique, comédie en 2 actes mêlée de vaudevilles, Paris, théâtre du Vaudeville, 4 juin 1804
- Ossian cadet, ou les Guimbardes, parodie des « Bardes », vaudeville en 3 petits actes qui n'en font qu'un, Paris, théâtre du Vaudeville, 11 thermidor an XII (juillet 1804)
- Les Vélocifères, comédie-parade en 1 acte, mêlée de vaudevilles, Paris, théâtre du Vaudeville, 29 floréal an 12 (1804)
- Les Femmes colères, divertissement en 1 acte, en prose, mêlé de vaudevilles, Paris, théâtre du Vaudeville, 11 février 1805
- Le Lendemain de la pièce tombée, comédie en 1 acte, mêlée de vaudevilles, avec Jean-Baptiste Dubois et Armand-Louis-Maurice Séguier, Paris, théâtre du Vaudeville, 13 fructidor an XIII (1805)
- L'Intrigue aux fenêtres, opéra bouffon en 1 acte, Paris, Opéra-comique, 6 ventôse an XIII (1805)
- Le Jaloux malade, comédie en 1 acte et en prose, mêlée de vaudevilles, Paris, théâtre du Vaudeville, 9 pluviôse an XIII (1805)
- Une matinée du Pont-Neuf, divertissement-parade en 1 acte, mêlé de vaudevilles, Paris, théâtre du Vaudeville, janvier 1806
- L'Amant par vanité, ou le Père rival, comédie en 3 actes et en vers, Paris, théâtre de l'Impératrice, 9 avril 1806
- Agnès Sorel, comédie en 3 actes, mêlée de vaudevilles, Paris, théâtre du Vaudeville, 19 avril 1806
- La Jeune mère, ou les Acteurs de société, comédie en 2 actes, mêlée de vaudevilles, Paris, théâtre du Vaudeville, 4 brumaire an XIV (octobre 1806)
- Le Séducteur en voyage, ou les Voitures versées, comédie en 2 actes, mêlée de vaudevilles, Paris, théâtre du Vaudeville, 4 décembre 1806
- Mademoiselle de Guise, opéra-comique en 3 actes, Paris, Opéra-comique, 17 mars 1808
- Ninon chez Madame de Sévigné, comédie en 1 acte et en vers, mêlée de chants, Paris, Opéra-comique, 26 septembre 1808
- Françoise de Foix, opéra-comique en 3 actes, Paris, Opéra-comique, 28 janvier 1809
- Cagliostro ou la Séduction, opéra-comique en trois actes, Paris, Opéra-comique, 27 septembre 1810
- Le Poète et le Musicien ou Je cherche un sujet, comédie en trois actes et en vers mêlée de chant, Dupaty ajouta un prologue en vers libres en hommage à Dalayrac disparu, musique de Nicolas Dalayrac, créée à l'Opéra-Comique (théâtre Feydeau), le 30 mai 1811
- La Petite revue lyonnaise, ou Fanchon la vielleuse à Lyon, comédie-vaudeville impromptu en 1 acte, Lyon, théâtre des Célestins, 7, 8, 9 et 10 novembre 1811
- Avis aux mères, ou les Deux fêtes, comédie en 1 acte et en vers, Paris, Théâtre-Français, 14 janvier 1813
- Le Camp de Sobieski, ou le Triomphe des femmes, comédie en 2 actes et en vers, mêlée de chant, Paris, Opéra-comique, 21 avril 1813
- Bayard à Mézières, opéra-comique en 1 acte, Paris, Opéra-comique, 12 février 1814
- Félicie, ou la Jeune fille romanesque, opéra-comique en 3 actes et en prose, Paris, Opéra-comique, 28 février 1815
- Les Voitures versées, opéra-comique en 2 actes, Paris, Opéra-comique, 29 avril 182
- Un dernier jour de fortune, comédie-vaudeville en 1 acte, Paris, théâtre du Gymnase, 11 novembre 1823

Divers
- Les Délateurs, ou Trois années du dix-neuvième siècle (1819)
- L'Art poétique des demoiselles et des jeunes gens, ou Lettres à Isaure sur la poésie, Première partie comprenant l'histoire de la poésie et des poètes anciens (1824)